# Melicope glaberrima
Melicope glaberrima är en vinruteväxtart som beskrevs av André Guillaumin. Melicope glaberrima ingår i släktet Melicope och familjen vinruteväxter. Inga underarter finns listade i Catalogue of Life.